# Cantonul Guebwiller
Cantonul Guebwiller este un canton din arondismentul Guebwiller, departamentul Haut-Rhin, regiunea Alsacia, Franța.

## Comune
- Bergholtz
- Bergholtzzell
- Buhl
- Guebwiller (reședință)
- Lautenbach
- Lautenbachzell
- Linthal
- Murbach
- Orschwihr
- Rimbach-près-Guebwiller
- Rimbachzell